# Sparks in Neu-Grönland
Sparks in Neu-Grönland ist ein Fernsehfilm von Helga Feddersen aus dem Jahr 1971.

## Handlung
Robert Meyn spielt einen kauzigen Zeitgenossen mit schrulligem Humor. Carl „Kuddel“ Spark, ein ehemaliger Kaufmann, besitzt einen ausgeprägten Hang zur Sparsamkeit und eine große Portion Selbstbehauptung und Sturheit. 
Schweren Herzens verlässt er auf Drängen seiner Familie seinen geliebten Lebensraum Großstadt und zieht von Hamburg in die Vorstadt-Siedlung Neu-Grünland, die er in unverhohlener Antipathie „Neu-Grönland“ nennt. Neugierig beobachtet der Rentner das Treiben seiner Mitmenschen und kommentiert das Verhalten der Nachbarn mit bärbeißigem, treffendem Witz.  
Zum  Schluss kehrt Carl Spark mit Ehefrau in seine Stadtwohnung zurück: „Ich bin kein Eskimo will lieber bei Rot tot unter der Ampel umfallen als hier als grüner Witwer zu sterben.“ 